# Romano Scarpa
Romano Scarpa (Venezia, 27 settembre 1927 – Malaga, 23 aprile 2005) è stato un fumettista e animatore italiano ritenuto fra i maggiori autori della Disney, insieme a Floyd Gottfredson e Carl Barks; ha ideato famosi personaggi come Trudy, Brigitta McBridge e molti altri che hanno contribuito a far crescere l'universo dei personaggi disneyani. È fra gli illustratori italiani Disney più pubblicati negli Stati Uniti, unico dopo Floyd Gottfredson a realizzare storie di Topolino nel formato a strisce tra la fine degli anni ottanta e l'inizio dei novanta. Molte storie con i personaggi di Paperino e Zio Paperone sono state da lui sceneggiate per fornire alle storie una sequenzialità tipica di alcuni metraggi animati, spesso con farse del genere giallo e dell'avventura. Carl Barks si complimentò più volte con Scarpa, al quale inviò un'idea per Brigitta.

## Biografia
Nato a Venezia nel sestiere di Cannaregio, il 27 settembre 1927, si appassiona subito al mondo del fumetto e a quello dell'animazione. Lettore appassionato di Topolino, partecipa attivamente con lettere e disegni alla posta della rivista. Intraprende gli studi al liceo artistico, per poi abbandonarli a causa della guerra. Questa interruzione, però, non fa altro che appassionarlo sempre più al mondo dell'animazione iniziando a studiarne le tecniche da autodidatta, usando una piccola cinepresa Pathé Baby con la quale realizza nel 1946 il suo primo cortometraggio di circa 15 minuti "...e poi venne il diluvio". L'anno successivo, in un'ala del Palazzo dei Camerlenghi, vicino al Ponte di Rialto,allestisce il suo primo studio di animazione nel quale produce brevi spot fino a quando nel 1953 realizza il primo importante lavoro nel campo dell'animazione: La piccola fiammiferaia, riduzione animata dell'omonima fiaba con colonna sonora del Quartetto Cetra, distribuita in abbinamento con Prima linea (Attack!), film diretto da Robert Aldrich.
Nel 1968, durante un collegamento con gli stabilimenti Arnoldo Mondadori Editore all'interno di una puntata di Canzonissima '68, Scarpa - intervistato da Luigi Silori - disegnò in diretta una tavola di Topolino.
È morto il 23 aprile 2005, dopo una lunga malattia, a Málaga in Spagna, dove viveva da una decina d'anni.

## Carriera

### Gli esordi e gli anni cinquanta
Nel 1948 propone senza successo a Mario Gentilini, direttore di Topolino, una serie di tavole e disegni di prova; nel 1953 riprova a proporre il proprio lavoro presentando anche una storia completa, con alcune tavole già disegnate per intero, che colpisce Gentilini, tanto che questi, prima di metterlo alla prova come autore completo, gli propone di disegnare per il giorno successivo i personaggi più difficili di tutto il panorama disneyano: Biancaneve e i sette nani. Superata la prova (la sua piccola fiammiferaia, infatti, deve molto allo stile dell'animazione americana di quegli anni)Gentilini e Martina decidono di assegnargli una sceneggiatura con i personaggi del famoso film animato di Walt Disney: Biancaneve e verde fiamma, uscita nel 1953 sui numeri 78, 79 e 80 di Topolino. Le storie successive sono tutte su testi di Guido Martina: nello stesso anno realizza le tavole di raccordo dell'Albo d'Oro nº 50 del 1953 che presentava alcune storie di produzione statunitense, mentre l'anno successivo escono Paperino "3D", Biancaneve, la strega e lo scudiero e Topolino e le delizie natalizie, una classica storia festiva in cui gli autori italiani riuniscono i personaggi di Paperopoli e Topolinia per festeggiare il Natale. Nel 1955, sempre su testi di Martina, disegna Topolino e il doppio segreto di Macchia Nera', storia che segna il ritorno sulle scene di Macchia Nera, acerrimo nemico di Topolino e che sarà poi pubblicata anche negli USA su Mickey and Donald nn° 6-8 dell'ottobre-dicembre del 1988. Questa storia è solo il primo esempio delle atmosfere noir e hard boiled che caratterizzeranno il suo lavoro negli anni successivi. Con Guido Martina realizzerà successivamente un'altra decina di storie, tra le quali si ricordano Paperino e la scuola dei guai, la prima inchiostratagli da Rodolfo Cimino e con il quale inizierà un rapporto di collaborazione lungo e duraturo, o Zio Paperone e il segreto di Villa Mistero'. Il rapporto con Martina riprenderà nel 1970 quando disegna due storie del ciclo di Paperinik e la lunga saga a puntate della Storia e gloria della dinastia dei paperi, dividendosi il lavoro con Giovan Battista Carpi.
Come autore completo inizia a realizzare storie nel 1956 con Paperino e i gamberi in salmì, un giallo in cui il disegnatore miscela elementi di suspense con le gag. Il tratto è probabilmente ispirato a Carl Barks (sia i paperi, sia i topi sono molto rotondi, mentre molte delle movenze sono tipicamente riprese dal maestro dell'Oregon), mentre la costruzione della storia è tipica del Topolino quotidiano di Walsh e Gottfredson: la scena iniziale dei Gamberi in salmì, infatti, è una variazione della scena d'apertura di Topolino e gli orfani di guerra. A questa seguirono due avventure di viaggi: Paperino e l'amuleto di Amundsen e Topolino e il mistero di Tapioco VI, prima storia con il personaggio di Topolino della quale cura sceneggiatura e testi e alla quale ne seguiranno altre negli anni ritenute all'altezza di quelle che l'autore leggeva su Topolino giornale realizzate da autori americani.
Scarpa si ispira generalmente alle storie quotidiane americane di Topolino ma anche alle opere di Barks, realizzando delle storie che ne ricordano le trame come Paperino e la fondazione de Paperoni che è un esempio di come le potenzialità del personaggio Paperone siano ancora completamente sconosciute, o la storia in tre puntate Paperino e le lenticchie di Babilonia, in cui riecheggia il cinema di Frank Capra, di gran lunga il suo cineasta preferito. Ma anche storie come Topolino imperatore della Calidornia e Topolino nel favoloso regno di Shan-Grillà sono nuovi esempi di stile barksiano applicato a Topolino, ma anche dei perfetti esempi di come lo Scarpa di quegli anni prediliga scrivere delle storie con una stretta continuity: laddove, infatti, finisce una storia, si può ricollegare la sua successiva, proprio ispirandosi alle strisce di Walsh e Gottfredson. Infatti, incominciando da Topolino e la dimensione Delta(1959) in cui recupera il prof. Enigm, inizia un lungo ciclo di avventure che vede impegnato Topolino a fianco di Atomino Bip Bip, un atomo antropomorfo ingrandito da Enigm due biliardi di volte.
Scarpa, come molti suoi colleghi, ha un tratto facilmente riconoscibile. La morbidezza e l'equilibrio delle forme sono speciali. I personaggi sono ritratti anche in pose inconsuete, ma sempre caratterizzati. Il fotogramma presenta spesso piani diversi e le colorazioni pastello degli sfondi sono un marchio di fabbrica, purtroppo trascurato in molte recenti ristampe. Gli omaggi alle atmosfere del cinema americano (su tutti Alfred Hitchcock e John Frankenheimer) non si fermano solo alla trama, ma anche all'uso delle tecniche. Molte delle innovazioni allora introdotte da Scarpa, vennero in seguito adottate dai cartoonist d'oltreoceano.
Nel 1958 pubblica Topolino e l'unghia di Kalì, ritenuta una pietra miliare del personaggio; non è solo una storia gialla con un mistero apparentemente inspiegabile e con alcuni elementi del genere spionistico, ma anche una storia d'atmosfera in cui, per la prima volta in Italia, viene utilizzata la dissolvenza incrociata, in cui il personaggio che narra il flashback, Mr. Purcell, viene ridisegnato identico sia nella vignetta dell'interrogatorio che nella prima vignetta del suo racconto, ma in questo caso è trasparente, in dissolvenza.
Successivamente, nel 1959, arriva Paperino e l'uomo di Ula-Ula. Storia narrata con la tecnica del flashback di volta in volta dai diversi personaggi in prima persona. Nello stesso anno pubblica Topolino e Bip Bip alle sorgenti mongole, storia in due parti pubblicata su Topolino nº 222 e 223, considerata un capolavoro della narrativa a fumetti, presa come modello da tutte le generazioni successive. Da notare che in questa storia le gag comiche, le notizie storiche, il sottoepisodio del capitano Mac Hab, lungo circa 40 vignette, e la zavattiniana visione del paese dei minatori milionari, le innovazioni di Scarpa sono numerosissime.

### Gli anni sessanta e settanta
Nei primi anni sessanta collabora con lo Studio Disney di Burbank realizzando storie distribuite all'estero partendo generalmente da un soggetto appena abbozzato mentre a volte, quando ideate da autori come Dick Kinney, Carl Fallberg, Ed Nofziger sono sceneggiature disegnate in Italia da artisti come Giovan Battista Carpi, Luciano Bottaro, Luciano Gatto, Giorgio Rebuffi, Guido Scala, Marco Rota, Giorgio Cavazzano e Romano Scarpa, di gran lunga il più prolifico in questo campo.
Nel 1960 realizza Topolino e la collana Chirikawa, storia del lungo ciclo con Atomino Bip-Bip, in cui l'autore utilizza, durante un flashback di Topolino, la soggettiva, facendoci vedere con gli occhi del neonato Topolino un Gambadilegno bambino ma già ladro (in questa storia, quindi, si lascia a intendere che l'eterno nemico di Topolino sia, in realtà, più anziano di Topolino stesso). Inoltre il tratto utilizzato per disegnare questa scena ricorda quello infantile, considerato che quelli sono i ricordi di un neonato.
Su ispirazione delle Silly Symphonies disneyane scrive e disegna nel 1961 "Codino cavallo marino", storia senza i personaggi di Topolinia e di Paperopoli pubblicata su Topolino nº 317 e riconosciuta come un piccolo capolavoro. Nel 1963 utilizza l'inquadratura parziale per la storia Topolino e l'uomo di Altacraz, in cui inserisce anche un lungo inseguimento per le strade della città. In quegli stessi anni riprende un altro personaggio Disney molto utilizzato nelle strisce giornaliere americane: Gancio il Dritto, ideato da Bill Walsh e Manuel Gonzales. Il personaggio ritorna in Italia con Quel drittone di Gancio del 1964. Sarà uno degli autori ad utilizzarlo più spesso e, soprattutto, sarà lui a dotare il personaggio di un figlio adottivo, altrettanto grintoso e spumeggiante del padre: Gancetto, detto Bruto, esordisce in Topolino e il rampollo di Gancio del 1975. Nel 1972 realizza Pippo e i parastinchi di Olympia, appositamente per le Olimpiadi.

### Gli anni ottanta e novanta
Negli anni ottanta, per il mercato estero, realizza le storie con i personaggi di Biancaneve e i sette nani realizzando un vero e proprio sequel del film in due parti (I sette nani e il cristallo di re Arbor e I sette nani e la fonte meravigliosa), oltre alla collaborazione con iniziative editoriali come Topolino Più, pubblicazione degli anni ottanta che presentava, su cartonati tipici del mercato franco-belga, storie dei più grandi autori Disney di quel periodo. Scarpa contribuì a questa iniziativa con Topolino e la regina d'Africa, che venne successivamente ristampata in latino, come quasi tutte le storie della collana. Si devono poi aggiungere alcune storie realizzate direttamente per il mercato estero: per gli Stati Uniti partecipa al progetto Disney Adventures realizzando storie ispirate ai serial televisivi come Chip'n'Dale Rescue Rangers (Cip e Ciop agenti speciali) e una storia su TaleSpin (spin-off del lungometraggio Il libro della giungla) insieme a Luciano Gatto. 
Nel 1988 scrive e disegna Paperolimpiadi, pubblicata su Topolino 1705 fino al 1712. La storia, incentrata sulle Olimpiadi di Seoul, è fra le più lunghe in assoluto della testata, con 250 pagine, ed è la più lunga disegnata da un unico autore. Fin dalla sua uscita ha ottenuto molti elogi ed è una delle più famose disegnate da Scarpa, a tal punto da essere riproposta più volte nel corso degli anni.
Dal 1989 realizza una serie di storie con Topolino pubblicate sul settimanale su due strisce di tre o quattro vignette sovrapposte sviluppato su due pagine affiancate, le "Strip Story"'. La prima storia della serie è Topolino e l'enigma di Brigaboom, cui fanno seguito Topolino e la banda dello sternuto (1990), Topolino e gli Uomini-Vespa (1991) e Topolino in Ciao, Minnotchka! (1992), parodia del film Ninotchka.
Trasferitosi nel frattempo in Spagna, collabora sempre più attivamente con il mercato estero. Per il mercato francese realizza, nel 1992, Avventure a Eurodisney, su testi di Jacques Lelièvre, in occasione dell'apertura del parco Euro Disney di Parigi, anche se nello stesso periodo è stata pubblicata una storia simile ideata appositamente per l'Italia, I paperi di Paperopoli alla conquista del mitico ticket, in cui fa una delle sue rare comparse italiane il faccendiere Cuordipietra Famedoro. 
Sempre per il mercato francese, nel 1998 realizza  Mickey et les douceurs de Noël, pubblicata in Italia su Topolino nel 2002 con il titolo Topolino e le dolcezze del Natale.

### Anni duemila
Nei primi anni duemila, al tramonto della sua carriera lavorativa, realizza nuove avventure con i paperi pubblicate sulla testata Zio Paperone e con Topolino pubblicate nella collana I Maestri Disney: Topolino in Un ragazzo davvero in gamba!, Topolino e un tranquillo giorno in spiaggia, storia con pochissimi dialoghi e Topolino - Barili, scioperi e salmoni.
L'ultima storia che Scarpa realizza da autore completo è Zio Paperone e le carote dell'allegria, pubblicata nel 2001.
Nel 2008, tre anni dopo la sua morte, viene pubblicata Uncle Scrooge – My Enemy’s Enemy (in Italia Zio Paperone - La nemica della mia nemica), scritta da Dave Rawson e destinata al mercato danese, che costituisce l'ultima storia disegnata da Scarpa.

## Animazione
Nel 1970 supervisiona la produzione de Le Avventure di Gatto Evaristo.
Nel 1972 realizza Ainhoo degli iceberg, un cartone animato di circa 14 minuti al quale segue nel 1977 Il quarto re, cartone animato di 22 minuti, storia natalizia uscita contemporaneamente negli USA, trasmessa dalla NBC, e in Italia dalla RAI.
Per la trasmissione Topolino show di Retequattro nel 1982 realizza la sigla dove compaiono in marcia vari personaggi Disney, alcuni per la prima volta in assoluto in televisione, comprese alcune sue personali creazioni come Brigitta, Bruto e Paperetta Yè Yè. Sempre in ambito Disney nel 1988 realizza un test di animazione per il serial televisivo Duck Tales.
La produzione della serie animata Sopra i tetti di Venezia viene avviata nel 1997 e realizzata nel 2001 dalla RAI e dalla TV francese. Scarpa ne cura il soggetto, le ambientazioni e i personaggi, model-sheet inclusi in collaborazione con lo studio di animazione Lanterna Magica. La serie venne trasmessa dalla Rai nel 2003.

## I personaggi ideati da Scarpa
- Gedeone de Paperoni, fratello di Paperone, giornalista e direttore de Il Grillo Parlante, Il grillo della sera e La tromba di Paperopoli;
- Atomino Bip Bip;
- Trudy, fidanzata di Gambadilegno;
- Brigitta McBridge, innamorata di Paperone, disegnata anche dallo stesso Carl Barks in occasione di una lettera a Scarpa;
- Filo Sganga, amico e spesso socio di Brigitta;
- Codino[52];
- Sgrizzo Papero;
- Paperetta Yé-Yé, nipote di Doretta Doremì, spasimante di Paperone ai tempi del Klondike, nata come omaggio a Barks[senza fonte];
- Bruto, detto anche Gancetto, figlio adottivo di Gancio il dritto nato come omaggio a Walsh e Gonzales (che ha personalmente conosciuto, come Barks, del resto, in una serie di viaggi fatti negli Stati Uniti a metà degli anni settanta).[senza fonte]
- Plottigat, cugino di Gambadilegno;
- Zenobia, fiamma di Pippo ed ex regina d'Africa;
- Topolinda de Topey, zia un po' distratta di Topolino;
- Pappo, fratello di Pippo fuggito dalla civiltà per rifugiarsi nella giungla;
- l'eremita Bunz;
- l'avvocato Cavillo Busillis, apparso per la prima volta in Paperina testimone oculare pubblicata sul numero 552 di Topolino del 26 giugno 1966 e successivamente per altre sei volte in: Zio Paperone soldato di ventura (Cimino/Scarpa/Cavazzano), Almanacco Topolino n.120 (1966); Zio Paperone e le fragole di Brigitta (Cimino/Scarpa/Cavazzano), Topolino n.614 (1967); Zio Paperone e il quadruplicatore (Cimino/Scarpa/Cavazzano), Topolino n.622 (1967); Paperino e la "Vanessa" esplosiva (Cimino/Scarpa/Cavazzano), Topolino n.624 (1967); Paperolimpiadi (Scarpa/Scarpa/Gatto/Amendola/Del Conte/Held), Topolino nn.1705-1706-1707-1708-1709-1710-1711-1712 (1988); Zio Paperone e il Superdollaro (Michelini/Michelini/Gatto), Topolino n.3006 (2013). In Paperinik e il primo giorno di scuola (Concina/Scala), Almanacco Topolino n.1285 (1980); Paperinik Cult n.9 (gennaio 2006) appare il Dottor Busillis, Ispettore Scolastico Generale, possibile parente di Cavillo Busillis.
- i Paperoidi, una famiglia di superalieni provenienti dallo spazio profondo;
- Petulia Basettoni, creata insieme allo sceneggiatore Giorgio Pezzin, moglie del commissario Adamo Basettoni;
- Larry Doudini, ladro trasformista, creato insieme allo sceneggiatore Terry Laban.

## Filmografia

### Regista
- La piccola fiammiferaia (1953)
- Ainhoo degli iceberg (1972)
- Il quarto re - The Fourth King (1977)
- Sopra i tetti di Venezia (2002)

## Premi e riconoscimenti
- Premio Yellow Kid "una vita per il cartooning" al Salone Internazionale dei Comics (1990).
- Mostra dedicata a Romano Scarpa presso Torino Comics dal 27 al 29 aprile 2001 in occasione della presentazione di un volume a lui dedicato dalla Vittorio Pavesio Productions.[53]
- Mostra "Dall'unghia di Kalì all'ultimo Balabù - l'arte di Romano Scarpa il più grande artista Disney italiano" presso "WOW Spazio Fumetto", il museo del fumetto di Milano, con l'esposizione di oltre 150 tavole originali dell'autore provenienti da collezioni private e dagli archivi della Fondazione Franco Fossati (dal 16 gennaio al 13 marzo 2016).[2][54]